# Municipio de Allen (condado de Noble)
El municipio de Allen (en inglés: Allen Township) es un municipio ubicado en el condado de Noble en el estado estadounidense de Indiana. En el año 2010 tenía una población de 7134 habitantes y una densidad poblacional de 76,84 personas por km².

## Geografía
El municipio de Allen se encuentra ubicado en las coordenadas 41°23′29″N 85°15′31″O / 41.39139, -85.25861. Según la Oficina del Censo de los Estados Unidos, el municipio tiene una superficie total de 92.84 km², de la cual 92.62 km² corresponden a tierra firme y (0.23%) 0.22 km² es agua.

## Demografía
Según el censo de 2010, había 7134 personas residiendo en el municipio de Allen. La densidad de población era de 76,84 hab./km². De los 7134 habitantes, el municipio de Allen estaba compuesto por el 95.6% blancos, el 0.45% eran afroamericanos, el 0.21% eran amerindios, el 0.29% eran asiáticos, el 0.01% eran isleños del Pacífico, el 2.26% eran de otras razas y el 1.18% pertenecían a dos o más razas. Del total de la población el 4.18% eran hispanos o latinos de cualquier raza.